# UOB Plaza One
United Overseas Bank Plaza One zkráceně UOB Plaza One je vyšší mrakodrap komplexu UOB Plaza v Singapuru. Má 66 nadzemních a 3 podzemní podlaží a výška stavby je 280 metrů. Výstavba probíhala v letech 1992–1995 podle projektu společnosti Tange Associates ve spolupráci s Architects 61. Pravidla singapurského leteckého úřadu povolují maximální výšku staveb 280 m, proto se v současnosti dělí o post nejvyšší budovy města společně se stejně vysokými Republic Plaza a Overseas Union Bank Centre (OUB Centre).